# Rezerwat przyrody Wielkopole
Rezerwat przyrody Wielkopole – leśny rezerwat przyrody w gminie Ręczno, w powiecie piotrkowskim, w województwie łódzkim. Znajduje się na terenie leśnictwa Wielkopole w Nadleśnictwie Piotrków.
Zajmuje powierzchnię 42,08 ha. Został powołany Zarządzeniem Ministra Leśnictwa i Przemysłu Drzewnego z 18 maja 1984 roku (M.P. z 1984 r. nr 15, poz. 108, § 9). Według aktu powołującego, celem ochrony jest zachowanie naturalnego drzewostanu jodłowego z rzadkimi gatunkami roślin w runie, występującego w sąsiedztwie północnej granicy zasięgu jodły.
Rezerwat znajduje się w otulinie Sulejowskiego Parku Krajobrazowego wchodzącego w skład zespołu Nadpilicznych Parków Krajobrazowych. Pokrywa się w całości z obszarem siedliskowym sieci Natura 2000 „Wielkopole – Jodły pod Czartorią” PLH100031.
Według obowiązującego planu ochrony ustanowionego w 2011 roku, obszar rezerwatu objęty jest ochroną czynną.